# Кирни, Патрик
Па́трик Уэйн Ки́рни (род. 24 сентября 1939 года) — американский серийный убийца. В период с 1965 по 1977 годы убил как минимум 21 молодого человека на территории Калифорнии (всего обвинялся в 28 убийствах). Свои преступления мотивировал желанием очистить мир от гомосексуалистов. Приговорён к пожизненному лишению свободы. По состоянию на 2022 год отбывает наказание.

## Биография
Кирни родился в Лос-Анджелесе. Он был самым младшим из трех сыновей и воспитывался в благополучной семье. Однако в молодости ему не удалось избежать психологических травм: будучи худым и болезненным ребёнком, в школе он стал главной мишенью для хулиганов, вследствие чего в подростковом возрасте начал фантазировать об убийстве людей. Кирни женился, но вскоре развёлся. Он переехал в Калифорнию, где работал инженером. Он утверждал, что убил свою первую жертву приблизительно в 1965 году. По его словам, он поймал жертву автостопом и убил в Ориндже. Он переехал в Лос-Анджелес в 1967 году с молодым человеком по имени Дэвид Хилл, который стал его любовником.
Пара часто спорила, и Кирни стал выходить на долгие поездки один. Это происходило так: он подбирал молодых мужчин, путешествующих автостопом, или молодых людей из гей-баров и убивал их. Прежде всего он был некрофилом. Он стрелял без предупреждения в своих жертв, а затем расчленял их. В конечном счёте Патрик клал жертву в мусорный пакет и сваливал около автострады или в пустыне. Последней жертвой Патрика Кирни стал молодой человек по имени Джон Ламэй, которого он убил 13 марта 1977 года. Ламэй прибыл в дом Кирни, ища Дэвида Хилла, которого не было дома, и Кирни предложил ему пройти и посмотреть телевизор. После чего Кирни выстрелил Ламэю сзади в голову и позже выбросил труп в пустыне.
Останки Ламэя были найдены 18 мая 1977 года. Поскольку Ламэй сообщил знакомым, что он собирался навестить Хилла, полиция приехала в дом Кирни и Хилла, и допросили их. Любовники выгораживали друг друга, и сбежали, как только детективы уехали. 1 июля 1977 года, спустя несколько недель после побега их поймали. С Хилла, которому в то время было 36 лет, были сняты все обвинения причастности к преступлениям его партнера. Кирни признал свою вину в преступлениях и рассказал в общей сложности о 28 убийствах. Чтобы избежать смертной казни, он согласился признать себя виновным. В конечном счёте он был обвинён в 21 убийстве и приговорён к пожизненному лишению свободы. Полицейские уверены, что Кирни виновен и в остальных семи убийствах, но у них не было достаточно вещественных доказательств для предъявления обвинения. Кирни отбывает наказание в Калифорнийской государственной тюрьме.